# Букстегуде
Букстегуде (нім. Buxtehude) — місто в Німеччині, розташоване в землі Нижня Саксонія. Входить до складу району Штаде.
Площа — 76,49 км2. Населення становить 40 139 ос. (станом на 31 грудня 2021).